# Пебибайт
Пебибайт (русское обозначение: ПиБ; международное: PiB) — единица измерения количества информации, равная 250 (10245) байт.
Единица была введена Международной электротехнической комиссией (МЭК) в 1998 году.
Пебибайт был предложен, чтобы заменить термин петабайт в тех областях информатики, в которых он означал величину в 250 байт, что противоречит определению СИ для префикса пета- (1015 = 1 000 000 000 000 000, квадриллион).
Пебибайт (10245 байт) больше петабайта (10005 байт) на 125 899 906 842 624 байта (более чем на 125 терабайт или 114 тебибайт), и, соответственно, на 12,58 %.

## Определение
1 пебибайт (ПиБ) = 250 байт = 1 125 899 906 842 624 байта
Следуя этому определению, а, также, определению эксбибайта (ЭиБ) как 260 байт получается
1024 пебибайт = 1 эксбибайт
Префикс пеби- получен из словослияния слов пета и бинарный, указывая на его происхождение в близости к значению префикса СИ пета- (1015 = 1 000 000 000 000 000, квадриллион). Хотя префикс СИ записывается строчными буквами (пета- или п), все двоичные префиксы МЭК начинаются с заглавной буквы: КиБ, МиБ, ГиБ, ТиБ, ПиБ, ЭиБ, ЗиБ, ЙиБ и т.д.